# Jacques Verlier
Jacques Verlier est un acteur suisse né le 19 juillet 1933 à Tramelan et mort le 2 juillet 1992 à Genève.

## Biographie
De son vrai nom Jackie Roland Stämpfli, il naît le 19 juillet 1933 à Tramelan, dans le canton de Berne, et passe son enfance à Neuchâtel et suit des études aux Beaux-Arts à l'école de Bienne en Suisse[réf. nécessaire].
À 17 ans, il suit à Paris les cours d'art dramatique de Charles Dullin. Il joue sa première pièce avec Gérard Philipe en 1952 : Nucléa au TNP. À la demande de Madeleine Robinson, il se rend à Rome pour jouer le rôle de Gaston dans Je suis un bâtard (La nemica) de Giorgio Bianchi (1952).
Jacques Verlier est également l'inventeur en 1980 d'une nouvelle seringue non réutilisable, et en 1983 d'un coupe-câble Pen-Duick,, parrainé par Éric Tabarly.
Il meurt le 2 juillet 1992 à Genève, à l'âge de 58 ans,.

### Vie privée
Jacques Verlier épouse en 1953 l'actrice Lucile Saint-Simon dont il a une fille, Karine (née en 1954). D'une seconde union, il a un fils Thomas, puis deux autres fils, Romain et Mathieu, avec la comédienne Marion Game (1938-2023). Il se remarie en 1981 avec Florence Simonin (1960-2004).

## Théâtre
- 1952 : Nucléa, mise en scène de Gérard Philipe et Jean Vilar, TNP : La Masse / robots
- 1952 : Le Repas des oiseaux, groupe théâtral Rhin-et-Danube : Troubade
- 1959 : La Folie de Louis Ducreux, mise en scène de l'auteur, théâtre de la Madeleine : Yves Raynal
- 1959-1960 : Lucy Crown d'Irwin Shaw, mise en scène Pierre Dux, théâtre de Paris puis tournées Herbert-Karsenty : Jeff
- 1960 : Roméo et Juliette de William Shakespeare, adaptation Yves Florenne, mise en scène Charles Gantillon, festival de Lyon, Grand théâtre romain de Fourvière : Roméo
- 1961 : Les Maxibules de Marcel Aymé, mise en scène d'André Barsacq, théâtre des Bouffes-Parisiens : Ludovic Ambliaux
- 1961 : Monsieur Masure de Claude Magnier[Où ?] : l'amant
- 1963 : La dame ne brûlera pas de Christopher Fry, adaptation Philippe de Rothschild, mise en scène Pierre Franck, théâtre de l'Œuvre : Humphrey Devize
- 1964 : Sainte Jeanne de George Bernard Shaw, adaptation Georges Neveux, mise en scène de Pierre Franck, théâtre Montparnasse : Dunois
- 1965 : On ne saurait penser à tout d'Alfred de Musset, mise en scène Paul-Émile Deiber, et La Parisienne d'Henry Becque, mise en scène Michel Vitold, théâtre des Célestins puis tournées Herbert-Karsenty : Germain / Simpson
- 1965 : Le Repos du septième jour de Paul Claudel, mise en scène de Pierre Franck, théâtre de l'Œuvre : Le Grand Examinateur
- 1966 : Jehane Vérité de Raymond Legrand, mise en scène Louis Daquin, cirque Medrano (cirque de Montmartre) : Gilles de Rais
- 1966-1968 : La Perruche et le Poulet de Robert Thomas, mise en scène de l'auteur, Le Vaudeville : Robert de Charance
- 1971-1972 : L'Idiote de Marcel Achard, tournées Herbert-Karsenty
- 1972-1973 : Folle Amanda, tournées Herbert-Karsenty : Philippe Morhange
- 1973-1974 : Le Saut du lit (Move over Mrs Markham) de Ray Cooney et John Chapman, adaptation Marcel Mithois, mise en scène de Jean Le Poulain : Henri Bottin
- 1974-1975 : L'Arc de triomphe de Marcel Mithois, tournées Herbert-Karsenty[8]
- 1975 : Le Saut du lit (Move over Mrs Markham) de Ray Cooney et John Chapman, adaptation Marcel Mithois, mise en scène de Jean Le Poulain, théâtre du Gymnase Marie-Bell : Henri Bottin
- 1976 : Le Tube de Françoise Dorin, mise en scène François Périer, théâtre des Célestins
- 1976 : Peau de vache[Où ?] : Alexis

Source : Les Archives du spectacle.

## Filmographie
Sauf indication contraire, les informations mentionnées dans cette section peuvent être confirmées par la base de données cinématographiques IMDb,  présente dans la section « Liens externes ».

### Cinéma
- 1952 : Je suis un bâtard (La nemica) de Giorgio Bianchi : Gaston
- 1953 : La Route du bonheur de Maurice Labro et Giorgio Simonelli : Mario
- 1954 : Si Versailles m'était conté… de Sacha Guitry (non crédité)
- 1961 : La Fille aux yeux d'or de Jean-Gabriel Albicocco : Paul de Manerville
- 1974 : Le Mouton enragé : l'homme barbu
- 1976 : Oublie-moi, Mandoline de Michel Wyn
- 1978 : La Carapate : le présentateur

### Télévision

#### Téléfilms
- 1961 : La Reine offensée de Dominique Rety : Olivier de Maulle
- 1965 : Celui qui ne croyait pas de Jean-Paul Carrère[10] : Philippe d'Angers
- 1965 : Goetz Von Berlichingen de Jean-Paul Carrère[11] : François
- 1966 : Il ne faut pas jouer avec le feu d'August Strindberg, réalisation de Guy Lessertisseur[12] : Axel
- 1966  : Le Miroir à trois faces : Madame Butterfly d'André Fey : Jean-Charles Brissard
- 1967 : L'Œuvre[13] de Pierre Cardinal : le deuxième juré
- 1967 : L'Esprit et la Lettre de Pierre Cardinal
- 1967 : Au théâtre ce soir : Treize à table de Marc-Gilbert Sauvajon, réalisation Pierre Sabbagh, théâtre Marigny[14] : Jean-Charles
- 1969 : Une femme à aimer de Robert Guez
- 1969 : Au théâtre ce soir : La Perruche et le Poulet de Robert Thomas, réalisation Pierre Sabbagh, théâtre Marigny[15] : Robert de Charance
- 1976 : Au théâtre ce soir : Le Monsieur qui attend (Someone Waiting) d'Emlyn Williams, adaptation André Roussin, réalisation Pierre Sabbagh, théâtre Édouard-VII[16] : Nedlow
- 1976 : Le Saut du lit (Move over Mrs Markham) de Ray Cooney et John Chapman, adaptation Marcel Mithois, mise en scène de Jean Le Poulain, réalisation François Chatel : Henri Bottin
- 1977 : Au théâtre ce soir : La Femme de ma vie de Louis Verneuil, réalisation Pierre Sabbagh, théâtre Marigny[17] : Parisot
- 1978 : Au théâtre ce soir : Une femme trop honnête d'Armand Salacrou, réalisation Pierre Sabbagh, théâtre Marigny[18] : Jacques

#### Séries télévisées
- 1965 : Commandant X, épisode Le Dossier Pyrénées de Jean-Paul Carrère : Jacques
- 1967 : Salle no 8 de  Jean Dewever et Robert Guez[19] : Marc Dantzer
- 1969 : Fortune de Henri Colpi
- 1969 : Allô Police, épisode Au diable la malice (2.3) d'Ado Kyrou : Gérard Grandel
- 1969 : Sial IV d'Ado Kyrou : Cassius (4 épisodes)
- 1970 : Le Service des affaires classées, épisode Un chien de sa chienne : André Noiret
- 1973 : Pour Vermeer de Jacques Pierre : le journaliste
- 1973 : Témoignages, épisode La Consultation (1.3) d'Hubert Cornfield[20] : le metteur en ondes
- 1974 : Valérie de François Dupont-Midy[21] : Antoine de Saint-Arnaud
- 1980 : Kick, Raoul, la Moto, les Jeunes et les Autres, épisode Martine (1.6) de Marc Simenon : Perrin
- 1980 : Aéroport, épisode Le Dernier Regard de l'aigle de Jean-Jacques Lagrange et Michel Viala[22] : Meyer

## Radio
- 1968 : Le Prince Mychkine, Radio suisse romande